# José Humberto Quintero Parra
José Humberto Quintero Parra (22 de setembro de 1902 - 8 de julho de 1984) foi o primeiro cardeal venezuelano da Igreja Católica. Ele serviu como arcebispo de Caracas de 1960 a 1980, e foi elevado ao cardinalato em 1961.

## Biografia
José Quintero Parra nasceu em Mucuchíes, Mérida, para Genaro Quintero e sua esposa Perpétua Parra, e foi batizado em 31 de outubro de 1902. Estudou no seminário em Mérida e da Pontifícia Universidade Gregoriana de Roma, onde obteve seu doutorado em teologia e direito canônico, antes de ser ordenado ao sacerdócio pelo arcebispo Filippo Cortesi em 22 de agosto de 1926. Quintero então fez o trabalho pastoral em Mérida até 1929, quando foi nomeado secretário particular do arcebispo da mesma cidade, Acacio Chacón Guerra. Servindo como secretário de Monsenhor Chacón até 1934, ele também foi secretário da Cúria Arquidiocesana e vigário-geral de Mérida de 1929 a 1953.
Em 7 de setembro de 1953, Quintero foi nomeado arcebispo coadjutor de Mérida e titular de Acrida pelo Papa Pio XII. Ele recebeu sua consagração episcopal no dia 6 de dezembro do Monsenhor Frei Adeodato Giovanni Piazza, OCD, com os arcebispos Luigi Centoz e Giuseppe Misuraca servindo como co-consagrantes, na capela do Colégio Pio Latino-Americano em Roma. Quintero foi posteriormente nomeado arcebispo de Caracas em 31 de agosto de 1960.
O Papa João XXIII criou-lhe cardeal-presbítero de Ss. André e Gregório no Monte Celio no consistório de 16 de janeiro de 1961. Quintero, que foi o primeiro membro do venezuelano do Colégio dos Cardeais, participou do Concílio Vaticano II, e foi um dos cardeais eleitores no conclave papal de 1963 que elegeu o Papa Paulo VI. Junto com o cardeal José Bueno y Monreal, ele ajudou o cardeal Paul Zoungrana a entregar uma das mensagens finais do Conselho em 8 de dezembro de 1965. 
Durante seu mandato como arcebispo de Caracas, ele fez uma oferta de mediação aos guerrilheiros da Venezuela,  serviu como presidente da Conferência Episcopal da Venezuela e reforçou a "dignidade e obrigação da paternidade ".  Antes de renunciar ao cargo de arcebispo em 24 de maio de 1980, após um período de vinte e nove anos, o primaz venezuelano participou dos conclaves de agosto e outubro de 1978, que selecionaram os papas João Paulo I e João Paulo II respectivamente.
Quintero morreu depois de uma longa enfermidade em Caracas, aos 81 anos. Seus restos mortais jazem na capela de Nossa Senhora do Pilar, na catedral metropolitana de Caracas. O presidente Jaime Lusinchi declarou oficialmente três dias de luto após a morte do Cardeal. 

## Curiosidades
- Quintero também atuou como reitor da Faculdade de Direito da Universidade de Mérida. [5]
- Ele ganhou bolsas de estudos para sua educação em Roma. [5]
- O cardeal era um pintor de retratos amador. [5]